# Bonobo (software)
Bonobo es un sistema de componentes basado en CORBA empleado por la plataforma GNOME para realizar aplicaciones. Aunque en un principio supuso un avance importante en lo que a la arquitectura se refiere, la pesadez del sistema lo ha relegado a un segundo plano en favor de otras tecnologías. Actualmente el modelo de componentes Bonobo tiende a desaparecer, y se está eliminando de la mayoría de aplicaciones que no requieren una arquitectura de componentes.